# 矩尺座QU
矩尺座QU，又名CD-4510697，HD 148379、SAO 226813、HR 6131，是矩尺座的一颗恒星，视星等为5.35，位于銀經337.25，銀緯1.58，其B1900.0坐标为赤經16h 22m 27.4s，赤緯-46° 1.58′ 16″。